# Billy C. Clark
William C. Clark (Catlettsburg, 19 december 1928 – Farmville, 15 maart 2009) was een Amerikaans schrijver.
Clark was professor aan de Universiteit van Kentucky en was writer in residence aan de Longwood University in Farmville.
Hij was vooral bekend als auteur uit de Appalachen, die schreef over de streek van Big Sandy River in Kentucky. Zijn semiautobiografisch werk  A Long Row to Hoe werd door vele universiteiten in de Verenigde Staten gebruikt als studieboek over de Appalachen en werd geselecteerd in TIME Magazine’s Best Books of 1960.
Verschillende van zijn verhalen verschenen als Best American Short Stories en zijn opgenomen in bloemlezingen van de Amerikaans literatuur. De filmrechten voor zijn roman Goodbye Kate werden aangekocht door de Walt Disney Studios.
In 1992 werd een brug over de Big Sandy River tussen Kentucky en West Virginia op de U.S. Route 60 te zijner ere de  Billy C. Clark Brug gedoopt.